# هری هریس (دانشمند ژنتیک)
هری هریس (انگلیسی: Harry Harris; ۳۰ سپتامبر ۱۹۱۹ – ۱۷ ژوئیهٔ ۱۹۹۴) دانشمند در زمینه بیوشیمی بود. کار او نشان داد که تنوع ژنتیکی انسان نادر و بیماری‌زا نیست، بلکه رایج و معمولاً بی‌ضرر است. او اولین کسی بود که با آزمایش‌های بیوشیمیایی نشان داد که به استثنای دوقلوهای همسان، همه ما در سطح ژنتیکی متفاوت هستیم. این کار راه را برای بسیاری از مفاهیم و روش‌های ژنتیکی شناخته شده مانند انگشت‌نگاری DNA، تشخیص پیش از تولد اختلال‌ها با استفاده از نشانگرهای ژنتیکی، ناهمگونی گسترده بیماری‌های ارثی، و نقشه‌برداری از ژن‌های انسانی به کروموزوم‌ها هموار کرد.
وی همچنین برندهٔ جوایزی همچون جایزه ویلیام الن شده‌است.